# Oszychliby
Oszychliby (ukr. Ошихліби) – wieś na Ukrainie, w obwodzie czerniowieckim, w rejonie czerniowieckim, nad rzeką Sowycia (ukr. Сови́ця), lewym dopływem Prutu. W 2001 roku liczyła 2092 mieszkańców.

## Urodzeni
- Kajetan Agopsowicz